# Eupsophus contulmoensis
Eupsophus contulmoensis es una especie de anfibio anuro en la familia Leptodactylidae.
Es endémico de Chile.
Sus hábitats naturales son los bosques templados y marismas intermitentes de agua dulce.
Está amenazada por la pérdida de su hábitat. Su localidad tipo es Contulmo, comuna ubicada al sur de la Provincia de Arauco, en la Región del Biobío.